# 克里斯特爾·斯圖爾特
克里斯特爾·斯圖爾特（英語：Crystle Stewart，1981年9月20日—），非洲裔美國女模特兒，2008年度美國德克薩斯州小姐、2008年度美國小姐、2008年度環球小姐競選決賽入圍（6－10名）。

## 傳記
克里斯特爾·斯圖爾特在美國德州本德堡縣密蘇里市（Missouri City）出生。她在2007年7月1日的美國德克薩斯州小姐競選中擊敗121個對手摘冠。她畢業於休斯頓大學。